# هايلي أورانتيا
سارة هايلي أورانتيا (ولدت في 21 فبراير 1994) المعروفة مهنياُ باسم هايلي أورانتيا، ممثلة مغنية، وكاتبة اغاني أمريكية، اشتهرت في دور «إريكا غولدبرغ» في المسلسل التلفزيوني
ذا غولدبيرغز على قناة هيئة الإذاعة الأمريكية. كانت عضوا في مجموعة لاكودا راين، مجموعة فتيات ريفية تم اختيارهم من قبل سايمون كاول خلال الموسم الأول من أكس فاكتور.
ظهرت في تجربة سينمائية محدودة منها فيلم الله لم يمت 2 (2016).

## روابط خارجية
- هايلي أورانتيا على موقع IMDb (الإنجليزية)
- هايلي أورانتيا على موقع ميتاكريتيك (الإنجليزية)
- هايلي أورانتيا على موقع روتن توميتوز (الإنجليزية)
- هايلي أورانتيا على موقع ألو سيني (الفرنسية)
- هايلي أورانتيا على موقع ميوزك برينز (الإنجليزية)
- هايلي أورانتيا على موقع أول موفي (الإنجليزية)
- هايلي أورانتيا على موقع أول ميوزيك (الإنجليزية)
- هايلي أورانتيا على موقع ديسكوغز (الإنجليزية)
- هايلي أورانتيا على موقع قاعدة بيانات الفيلم (الإنجليزية)